# 女性専用駐車スペース

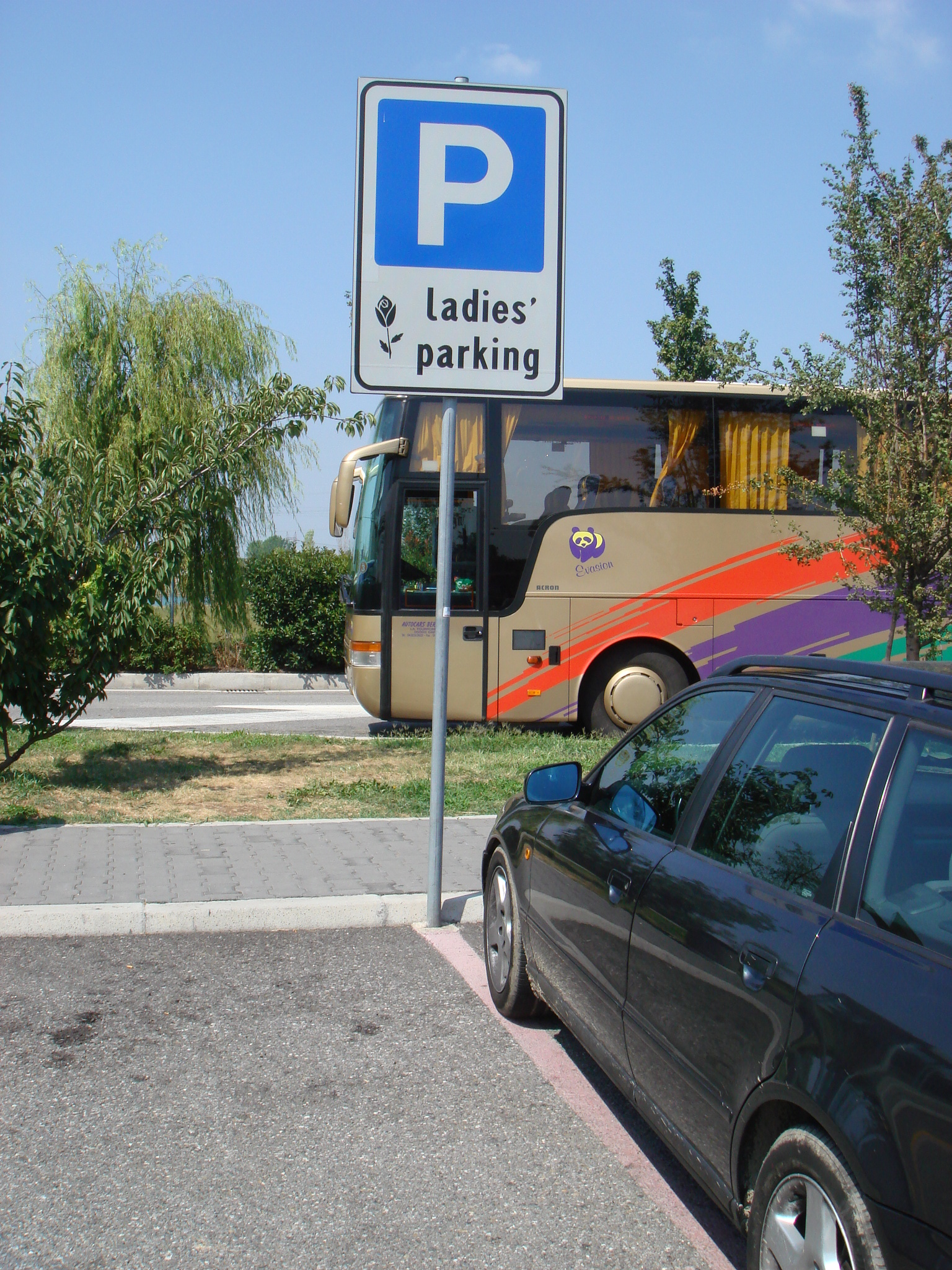
イタリアのサービスエリアにある女性用駐車場

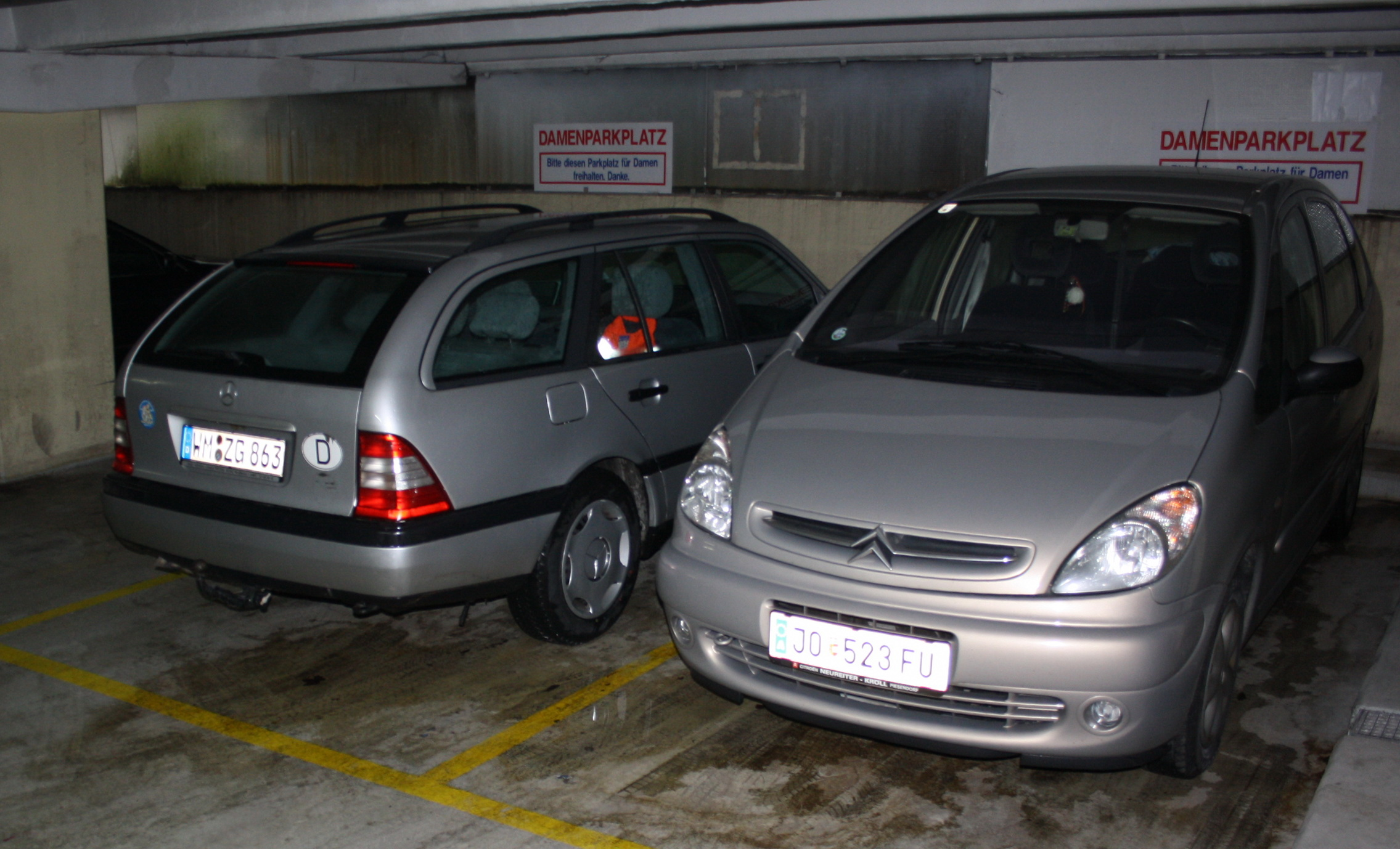
オーストリアの女性専用駐車場

女性専用駐車スペース（じょせいせんようちゅうしゃスペース）は、使用者を女性に限定している駐車場のことである。一般に出口のそばにあるため、女性がより安全になるとともに駐車もしやすくなっており、買物やその他の用を足すときもそれほど歩かなくてよい。

## 背景
都市計画におけるリスク･ゾーンについて研究しているルース･ベッカーによれば、ゾーンごとの男性と女性のリスク評価は、どちらのジェンダーであれ実際のリスクとは一致しないという。ベッカーはエリザベス・ウィルソンの「都会のスフィンクス」を引いて、女性は都会的な生活環境における危険性を過大評価しているのではないかと述べる。女性のために開放的な公共空間やスペースを設けるための努力は（少なくともヨーロッパでは）その反対に作用しているという。
ハーバート・グラサウアは女性専用駐車場のプラスの影響について疑問を投げかける。つまりこれがバックラッシュの一種であり、実際に女性へ振るわれる暴力に対して効果をもつとはいいがたく、「囚われの姫君」という視点を固定化するものではないかとみている。

## 各国の事例

### ドイツ
障害者専用駐車スペースとは対照的に女性専用スペースはドイツの道路交通法（Straßenverkehrsordnung）には規定がなく、したがって私有地の駐車場にのみ許される。しかし、駐車施設が連邦道路交通法の支配下におかれない限り、そこの職員が（地主のように）このスペースは女性のみが使用できると主張することは可能である。州によっては、車庫の法規制にのっとったうえで女性用駐車スペースが設けられている。例えば、ノルトライン＝ヴェストファーレン州とシュレースヴィヒ＝ホルシュタイン州の規定では、女性専用駐車スペースは、
- 〔そうであると〕明示しなければならない
- 施設の入り口そばにすべきである
- 警備員か防犯カメラによって監視されなければならない
- 警報装置のそばになければならない

バーデン＝ヴュルテンベルク州では、大規模な駐車場は全スペースの少なくとも10パーセントを女性のために確保しなければならない。ブランデンブルク州ではこれを30パーセント以上にすることを求めている.。
ドイツ連邦反差別庁のウェブサイト上には、女性専用駐車スペースの設置は一般平等法(Allgemeines Gleichbehandlungsgesetz)に反するものではないとの見解が載せられている。その理由は、女性は男性よりも性暴力の被害に遭いやすいからである。またヘッセン州刑事局によれば、専用駐車スペースを女性に提供することは、女性の安心感を向上させる理想的な方法である。しかし、ドイツ警察が発行している連邦犯罪統計によれば、駐車場での女性に対する痴漢行為や暴力は他の場所とくらべて目立つわけではない。ヘッセン州では、2003年に駐車場内で起こった1000件の犯罪のうち実際に性犯罪だったのはたったの1件だった。

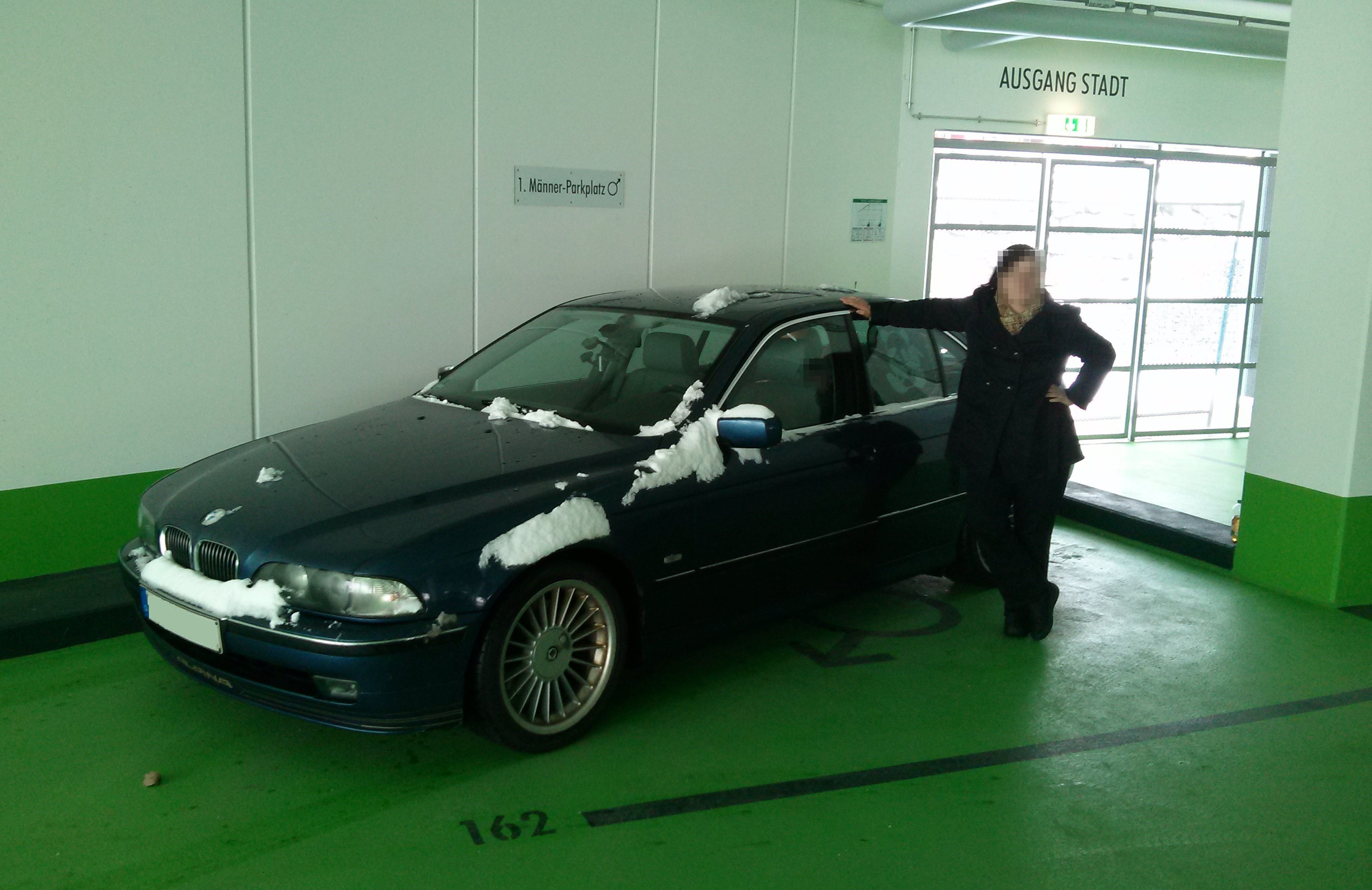
トリベルグの男性専用駐車場

一方でドイツの小都市であるトリベルグには2012年に世界初の男性専用駐車スペースが設置され、メディア上でたいへんな話題となった。2台分あったこのスペースは、通常の駐車スペースよりも車のとりまわしがはるかに難しかった。トリベルグ市長でさえ、このスペースは壁や柱にぶつからないよう斜め後ろにバックをしなければならず、女性ドライバーの駐車は困難だろうと述べている。「私の秘書もそうだけど駐車できるひとは多くはないね。彼女は5回も挑戦して、1度も成功しなかったよ」。

### 中国
中国の河北省では、複数のショッピングセンターに女性専用の駐車スペースが設けられている。はっきりとカラーリングで識別できるようになっており、たいてい通常よりも広い空間があたえられているが、あるショッピングセンターの責任者によれば、これは女性が駐車をしやすくするためである。同じく河北省のワンダー･モールでは3つある地下駐車場の1つが女性用に割り当てられている。女性用だけ駐車スペースに3メートル強の幅があり、車のドアを完全に開けても隣の車とは接触しないようになっている。これも事故の数を減らせるとの考えがあってのものである。環球時報は保険会社のデータを引用し、女性のドライバーは駐車場内での衝突事故が他のエリアの2倍に達すると報じている。
他の国はこういったスペースを設けることで女性にとって安全な社会を目指しているとみなされるが、中国では他国と比べても女性用駐車スペースが大きいめセクシズムの観点からメディアを横断して論争が起こっている。この広大な敷地でなお女性が駐車できないトラブルが発生したら、駐車場のスタッフが現れて代わりに車を駐める。さらにここの女性専用駐車場の壁には十二支の動物が描かれている。これは女性ドライバーが駐車位置番号よりもイラストのほうが覚えやすいだろうという「配慮」である。

### 韓国
2009年、ソウル市は女性が通りまで歩く距離を減らすとともにハイヒールをはきやすい街を目指す一環として、4,929の駐車スペースを女性専用としてピンクにペイントする事業を開始した。
しかしその結果、ショッキングピンクの線で区切られ、ピンクのスカートを記号化した古典的な女性のロゴ（公衆トイレにみられるような）が標示された駐車場は一般に「シースポット」(she-spots)として認知されている。韓国政府によれば、決して女性を貶めようという意図があったわけではなく、街に女性的なトーンを加えたかったのだという。実際、コリア・タイムスの報道では、市は700万ドルの予算と4年という期間をかけて、より女性にやさしい街作りをすすめようとしていた。そのなかには女性専用駐車スペースの確保だけでなく、女性用トイレを何千箇所も増やすことやハイヒールなどを履いても脚が疲れにくいよう柔らかい素材で歩道を再舗装することなども含まれていた。
ヨーロッパと同様に、これらの駐車スペースは薄暗い立体駐車場などの出入り口の近くに設けられている。韓国政府は、女性にやさしい生活環境を新たにつくっていくことは、けして男性を排除してただ女性を優遇しようというわけではなく、誰にとっても安全な社会をつくっていくことが目的だと説明している。